# Jabbeke
Jabbeke é um município belga situado na província de Flandres Ocidental. O município é composto pela vila de Jabbeke propriamente dita e as de: Snellegem, Stalhille, Varsenare e Zerkegem. Em 1 de Julho de 2006, o município tinha 13.5862 habitantes, uma área total is 53,76 km² o que correspondia a uma densidade populacional de 253 habitantes por km².

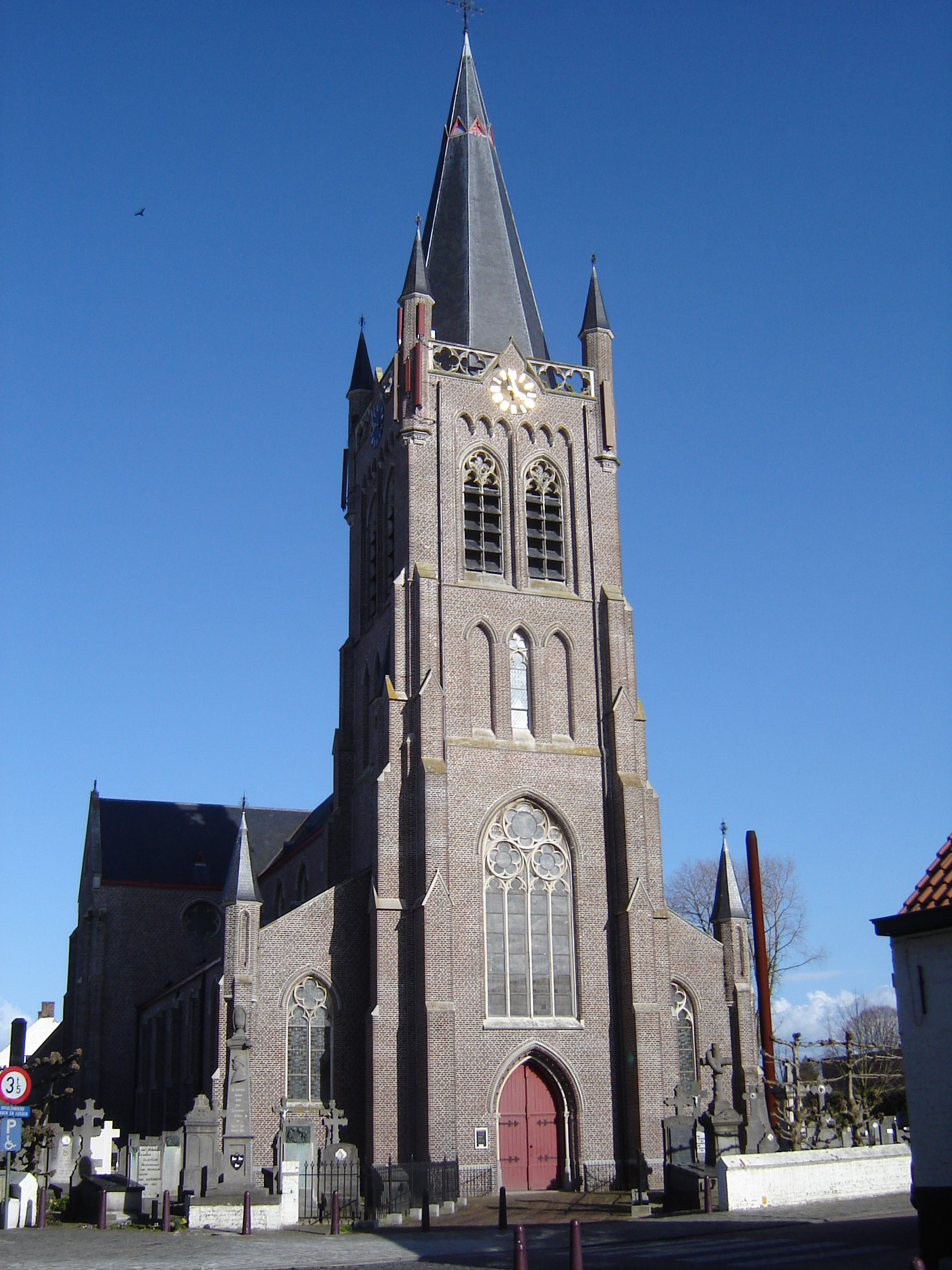
Igreja de Jabbeke.

## Recordes de velocidade
Na década de 40 e de 50 a vila ficou conhecida graças aos recordes de velocidade de automóveis, muitos deles certificados pela Real Clube Automóvel da Bélgica. Exemplos: Jaguar XK120 atingiu os 126 mph (203 km/h); o "Jabbeke Speed Record" Triumph TR2, carro conduzido por Ken Richardson

## Habitantes famosos
- Romain Maes, vencedor do Tour de France em 1935, nasceu na vila de Zerkegem em 1913.

- Constant Permeke que foi um pintor belga que foi considerado a principal figura do expressionismo flamengo.